# AD-混合物
AD-混合物（英語：AD-mix）在有机化学中指一种市售的混合试剂，主要用途是作为不对称催化剂，如烯烃的Sharpless不对称双羟基化反应。字母AD代表不对称二羟基化（asymmetric dihydroxylation），根据配体的不同可分为"AD-mix α" 和 "AD-mix β" ，其组成由卡尔·巴里·沙普利斯发表。
该混合物中有：
- 锇酸钾 K2OsO2(OH)4作四氧化锇源。
- 铁氰化钾 K3Fe(CN)6作为催化循环中的再氧化剂。
- 碳酸钾
- 手性配体：
  - AD-mix α中为(DHQ)2PHAL，即酞嗪的二氢奎宁（英语：dihydroquinine）加合物。

- AD-mix β中为(DHQD)2PHAL，即酞嗪的二氢奎尼丁加合物。